# (11688) Amandugan
(11688) Amandugan (1998 FG53) – planetoida z pasa głównego asteroid okrążająca Słońce w ciągu 3,5 lat w średniej odległości 2,3 j.a. Odkryta 20 marca 1998 roku.